# Конильяро, Тони
Энтони Ричард Конильяро (англ. Anthony Richard Conigliaro, 7 января 1945, Ревир, Массачусетс — 24 февраля 1990, Сейлем, Массачусетс) — американский бейсболист, аутфилдер. Выступал в МЛБ за «Бостон Ред Сокс» и «Калифорнию Энджелс». Завершил карьеру из-за последствий тяжёлой травмы, полученной в 1967 году. В его честь названа награда, присуждаемая игрокам лиги, продемонстрировавшим силу духа и мужество в борьбе с жизненными трудностями и обстоятельствами.  

## Биография

### Ранние годы
Тони Конильяро родился 7 января 1945 года в Ревире, штат Массачусетс, в нескольких милях к северу от Бостона. В бейсбол он начал играть вместе с братом Билли, который был младше на два года. Когда Тони исполнилось девять лет, он начал играть в команде детской лиги «Ориент Хайтс», выбив хоум-ран в первом же выходе на биту. Родители, Сэл и Тереза Конильяро, поддерживали занятия сына бейсболом, мать часто выезжала с ним на игры. 
Во время учёбы в старшей школе Сент-Мэри в Линне, Конильяро привлёк внимание скаутов профессиональных команд. Тони играл на позициях шортстопа и питчера. В последние несколько лет в школе он отбивал с показателем 60,0 % и выиграл шестнадцать матчей как подающий, став с командой победителем чемпионата Католической конференции. В 1962 году клуб «Бостон Ред Сокс» пригласил Тони на просмотр на «Фенуэй Парк». Осенью клуб подписал контракт с Конильяро, выплатив ему бонус в размере 20 тысяч долларов.
Весной 1963 года он получил приглашение на тренировочные сборы фарм-клубов «Ред Сокс» в Окале. После них Конильяро был отправлен в команду из Уэлсвилла в штате Нью-Йорк. Перед началом чемпионата Тони заехал в родной город, где в драке сломал палец на руке. Из-за травмы в расположение клуба Конильяро смог попасть только в конце мая. Этот инцидент завершил его карьеру питчера, но не повлиял на перспективы карьеры, так как скауты клуба в первую очередь рассматривали Тони как отбивающего. Сезон в Уэллсвилле Конильяро закончил с 24 хоум-ранами и показателем отбивания 36,3 %. Он получил награды Новичку года и Самому ценному игроку лиги. Осенью «Ред Сокс» включили Тони в расширенный состав команды.

### Главная лига бейсбола
В 1964 году Конильяро был приглашён на сборы основного состава «Бостона» в Скоттсдейл в Аризоне. Главный тренер клуба Джонни Пески дал ему шанс проявить себя и Тони использовал его. В «Ред Сокс» его перевели на позицию аутфилдера. Пески рисковал, ставя в основной состав 19-летнего игрока, но состав «Бостона» в 1964 году был небогат на таланты и успехов от клуба не ждали. 
В МЛБ он дебютировал 16 апреля 1964 года в выездной игре на «Янки Стэдиум», реализовав один выход на биту из пяти. На следующий день Тони вышел на поле в домашней игре, отбив свой первый хоум-ран в лиге после подачи Джо Хорлина из «Чикаго Уайт Сокс». После игры он сказал журналистам, что не хочет давать питчерам соперника ни единого шанса, те, в свою очередь, пытались сделать так, чтобы Тони как можно труднее было отбить подачу и часто он получал попадания мячом. В мае в игре с «Канзас-Сити Роялс» Конильяро получил травму запястья, в которое попал мяч, поданный Мо Драбовски, после чего пропустил четыре игры. В июле подача Педро Рамоса привела к перелому руки. Несмотря на эти проблемы, сезон Тони завершил с 24 хоум-ранами.

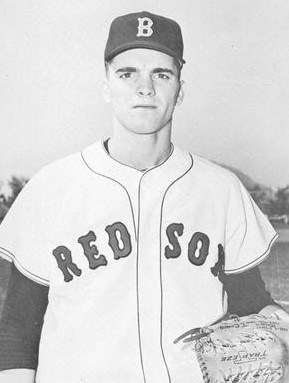
Тони Конильяро в 1965 году.

В 1965 году, под руководством нового тренера Билли Хермана, Конильяро сыграл в 138 матчах, выбив 32 хоум-рана, став лучшим в лиге по этому показателю. В июне «Ред Сокс» на драфте выбрали его младшего брата Билли. Год был омрачён для Тони очередной травмой — в июле подача Уэса Стока сломала ему левое запястье. Ассистент генерального менеджера клуба «Балтимор Ориолс» Фрэнк Лейн сказал журналистам, что питчеры «Бостона» могут помочь товарищу по команде, действуя более жёстко против игроков соперника. В этом же году Конильяро проявил себя как музыкант, записав два сингла. 
Избежать повреждений Конильяро смог в 1966 году. В 150 играх сезона он выбил 28 хоум-ранов и по его итогам журналисты Бостона назвали его Самым ценным игроком «Ред Сокс». Яркости его игре добавляло и то, что в целом команда играла плохо. За три года выступлений Конильяро за клуб лучшим результатом стало восьмое место в Американской лиге в 1964 году. 
Весной 1967 года на предсезонных сборах Тони получил очередное попадание мячом, а также травмировал спину. Сезон он начал не очень удачно, отбивал слабее чем раньше. При этом Конильяро стал аккуратнее играть на бите, стоя дальше от «дома» и уклоняясь от мячей, летящих близко к нему. 15 июня двухочковый удар Тони принёс «Бостону» победу над «Уайт Сокс» и вывел команду на третье место в таблице. На следующий день газета Boston Globe назвала чемпионат «Сезоном невозможной мечты» (англ. Impossible Dream). 23 июля Конильяро выбил сотый хоум-ран в своей карьере, став самым молодым игроком Американской лиги, сделавшим это. 

#### Травма
18 августа 1967 года «Ред Сокс» играли против «Энджелс». В четвёртом иннинге мяч, поданный Джеком Хэмилтоном, попал в лицо Тони. Пытаясь увернуться, Конильяро дёрнулся назад и шлем слетел с головы. Удар пришёлся в левый глаз и скулу. Тяжёлая травма завершила его сезон и поставила под угрозу продолжение спортивной карьеры. «Бостон» по итогам чемпионата вышел в плей-офф и дошёл до Мировой серии, в которой команда уступила «Сент-Луис Кардиналс» в семи играх. Игрок первой базы «Ред Сокс» Джордж Скотт позднее говорил, что с Тони в составе «Бостон» стал бы чемпионом.
Результатом травмы стали серьёзные проблемы со зрением. Во время предсезонных сборов Тони попытался вернуться на поле, но врачи сказали, что бейсбол может быть опасен для его жизни. Преодолев трудности, в мае Конильяро смог приступить к тренировкам. При этом видеть мяч он мог только периферийным зрением. Тони также попробовал играть в роли питчера, но в трёх играх за фарм-клуб из Сарасоты в зимней лиге потерпел три поражения. Отказавшись от этой мысли, весной 1969 года он снова приступил к тренировкам как отбивающий.

#### Возвращение
Тони не только сумел пробиться в состав «Ред Сокс», но и в день открытия чемпионата 1969 года отбил двухочковый хоум-ран в игре против «Ориолс». Конильяро провёл 141 игру в регулярном чемпионате и по его итогам получил награду Возвращение года (англ. Comeback Player of the Year). В этом же сезоне в основном составе «Бостона» дебютировал и его брат Билли. 
В 1970 году братья Конильяро на двоих выбили 54 хоум-рана. Для Тони сезон стал лучшим в карьере. Несмотря на его успешную игру, в октябре, не дожидаясь окончания Мировой серии, «Ред Сокс» обменяли его в «Энджелс». Переход стал неожиданностью для всего бейсбольного мира. Руководство клуба никак не прокомментировало сделку и не объяснило её причины даже спустя несколько лет. Историк бейсбола Херб Крайэн написал про этот обмен: «Как будто мэр Бостона Менино обменял USS Constitution в Балтимор на USS Constellation». Билли Конильяро обвинил в этом одного из лидеров команды Карла Ястрземски, сказав, что тот так же избавился от Пески и Кена Харрельсона. Билли покинул «Бостон» в октябре 1971 года, перейдя в «Милуоки Брюэрс».
Обмен плохо сказался на Тони. Он не смог адаптироваться к жизни в Калифорнии и слабо провёл первую половину сезона 1971 года, отбивая с показателем 22,2 %. К нему вернулись головные боли. Ряд игроков «Энджелс» негативно относились к Конильяро. 9 июля Тони объявил о завершении карьеры. Журналистам он сказал, что его зрение никогда не возвращалось к норме и он понимает руководство «Ред Сокс», обменявшее его.

### Вторая попытка
В Бостоне Конильяро ещё раз прошёл обследование, показавшее, что зрение продолжает ухудшаться. В октябре 1973 года он сказал, что хочет попытаться ещё раз возобновить карьеру. Тренерский штаб «Энджелс», которым принадлежали права на игрока, хотел чтобы Тони поиграл в фарм-клубе в Солт-Лейк-Сити, но тот отказался от игры в младшей лиге. В конце 1974 года он обратился к руководству «Ред Сокс», попросив дать ему шанс. Генеральный менеджер клуба Дик О’Коннелл ответил, что Тони может приехать на весенние сборы за свой счёт. Калифорнийский клуб в ноябре освободил Конильяро от обязательств по контракту и 5 марта 1975 года он подписал соглашение с командой AAA-лиги «Потакет Ред Сокс». 
Конильяро успешно прошёл сборы и 4 апреля его включили в основной состав «Бостона». Четьрьмя днями позже он вышел на поле в первой игре сезона в качестве назначенного бьющего. В первом выходе на биту Тони выбил сингл после чего зрители на «Фенуэй Парке» устроили ему трёхминутную овацию. Когда игра продолжилась, он украл вторую базу. 
Тремя днями позже, в игре с «Балтимором», Конильяро выбил первый в сезоне хоум-ран. Однако дальше его результативность стала снижаться. Тони принял участие в двадцати одном матче и к 12 июня его показатель отбивания составлял всего 12,3 %. Клубу надо было освободить место в основном составе для Дэнни Дойла и Конильяро предложили уехать играть за «Потакет». Он согласился, но уже 17 августа повторно сообщил о завершении карьеры. 

### После бейсбола
После окончания карьеры Тони устроился телеведущим в Провиденсе, а затем переехал в Сан-Франциско. В Калифорнии он также открыл магазин здорового питания, который был разрушен в результате оползня в 1981 году.
В начале 1982 года Конильяро прошёл собеседование на должность комментатора на радиостанции Channel 38 в Бостоне. Он получил работу и отправился на Запад, чтобы перевезти вещи. 9 января Билли вёз брата в аэропорт Логан. В этот момент у Тони случился сердечный приступ, за которым последовали повреждения мозга. После двух месяцев в больнице его выписали. Следующие восемь лет он жил на попечении своего брата.
24 февраля 1990 года, в возрасте сорока пяти лет, Тони Конильяро скончался. 

## Память
5 августа 1990 года клубом «Бостон Ред Сокс», по инициативе вице-президента Дика Брешиани, была учреждена Награда Тони Конильяро, вручаемая игрокам Главной лиги бейсбола, которые благодаря силе своего характера и мужеству преодолели жизненные обстоятельства и трудности, также как и Тони.
В 1995 году Конильяро стал одним из первых игроков, включённых в Зал славы клуба «Бостон Ред Сокс».
В 2007 году на стадионе «Фенуэй Парк» был открыт новый сектор на 200 мест, названный в честь Тони Конильяро. 
В 2017 году, в честь пятидесятилетия дебюта Конильяро в составе «Ред Сокс», на стадионе была открыта экспозиция, посвящённая игроку. В её состав вошли фотографии Тони, его экипировка и чемпионский перстень за победу в Американской лиге в 1967 году. 

## Комментарии
1. ↑  USS Constitution — старейший военный корабль США, спущен на воду в 1797 году. С 1907 года он является кораблём-музеем. Национальный исторический памятник США, одна из главных достопримечательностей Бостона. USS Constellation, вошедший в состав флота в 1855 году, также является национальным историческим памятником и стоит в гавани Балтимора[7][8]